# Pachydisca ochracea
Pachydisca ochracea är en svampart som först beskrevs av Robert Kaye Greville, och fick sitt nu gällande namn av Jean Louis Emile Boudier 1907. Pachydisca ochracea ingår i släktet Pachydisca och familjen Helotiaceae.   Inga underarter finns listade i Catalogue of Life.